# Batalha de Mühlberg

Carlos V em Mühlberg

A batalha de Mühlberg foi um dos conflitos que envolveu a Guerra de Esmalcalda, entre católicos liderados por Carlos V Rei da Espanha e Sacro Imperador Romano-Germânico contra os protestantes liderados por João Frederico I da Saxônia e Filipe I de Hesse.

## A Batalha
Durante a Guerra de Esmalcalda, os países protestantes que integravam o Sacro Império Romano-Germânico uniram-se na Liga de Esmalcalda em 1531. Quando a guerra começou em 1546, e em um ano após suscetíveis derrotas, os protestantes refugiaram-se na cidade-fortificada de Mühlberg, às margens do Rio Elba, diante disso, Carlos V e seu comandante Don Fernando Álvarez de Toledo y Pimentel, o Duque de Alba, lançaram seus exércitos atacando os protestantes pela manhã aproveitando a névoa, muitos soldados e mercenários atravessaram o rio a nado permitindo a entrada do exército católico em Mühlberg, os protestantes acuados decidem render-se, os líderes João Frederico e Filipe são presos enquanto muitos protestantes conseguem fugir.

## Consequências
Após a vitória de Carlos V na Batalha de Mühlberg, restava apenas as cidades de Bremen e Magdeburgo como os últimos baluartes protestantes ainda intactos, a guerra acabou em 23 de maio de 1547, com a vitória, Carlos V  dissolveu a Liga de Esmalcalda e a Casa de Wettin assumiu o comando do Eleitorado da Saxônia, mas a paz só foi estabelecida nas negociações de paz em Augsburgo em 1555.